# Final War
Final War är ett amerikanskt vit makt-band från Orange County i Kalifornien. Bandets medlemmar är medlemmar i Blood & Honour. Bandet har gjort sig kända för låtar såsom "Tales of Honour" och "A Day in the Life of...". Bandet har även deltagit i Rock against Communism. Bandet lagt på is och medlemmarna spelar bland annat tillsammans med medlemmar från Bound for Glory i bandet Powerhaus.
Final War med sina antisemitiska texter som hyllar nynazismen var huvudattraktion på en nynazistisk rockkonsert i oktober 2007 som ordnades av australiska skinheads och för lokalen stod the Croatia Social Club som stödjer fotbollsklubben Melbourne Knights i Australien. Fotbollsklubben fördömde supportrarnas deltagande i arrangemangen och konserten var en tvistefråga bland Australiens kroater.

## Diskografi
- 2002 Glory Unending (Panzerfaust Records)
- 2004 We Speak The Truth (Panzerfaust Records)
- 2007 Final War (White Noise Records)
- 2002 Final War & Stoneheads - American - Austrian Friendship (Panzerfaust Records)

### Fotnoter
1. ↑  Educator Alert! Arkiverad 7 januari 2011 hämtat från the Wayback Machine. Anti-Defamation League 2004.
2. ↑  Neo-Nazi Hate Music: A Guide Arkiverad 7 juni 2007 hämtat från the Wayback Machine.. Anti-Defamation League 2004.
3. ↑  Neo-Nazis split Croat community. The Australian 27 oktober 2007.